# Lascelles Abercrombie
Lascelles Abercrombie (9. ledna 1881 – 27. října 1938) byl anglický básník a kritik filozofie.
Od roku 1919 do roku 1922 byl odborným asistentem na univerzitě v Liverpoolu, pak profesor anglické literatury v Leedsu, a stal se také profesorem univerzity v Oxfordu.